# Liste von Bergen und Erhebungen in der Demokratischen Republik Kongo
Dies ist eine Liste von Bergen und Erhebungen in der Demokratischen Republik Kongo:
| Höhe   | Name            | Region   | Koordinate          | Bemerkung        |
| ------ | --------------- | -------- | ------------------- | ---------------- |
| 5109 m | Margherita Peak |          | 0° 23′ N, 29° 52′ O | höchste Erhebung |
| 4891 m | Mount Speke     |          | 0° 24′ N, 29° 53′ O |                  |
| 4798 m | Mount Emin      |          | 0° 26′ N, 29° 54′ O |                  |
| 4507 m | Karisimbi       |          |                     |                  |
| 4437 m | Mikeno          |          | 1° 28′ S, 29° 25′ O |                  |
| 3711 m | Visoke (Bisoko) |          |                     |                  |
| 3645 m | Sabinyo         |          | 1° 23′ S, 29° 35′ O |                  |
| 3480 m | Mont Mohi       | Sud-Kivu | 2° 57′ S, 28° 47′ O |                  |
| 3462 m | Nyiragongo      |          |                     |                  |
| 3058 m | Nyamuragira     | Sud-Kivu | 1° 25′ S, 29° 12′ O |                  |
| 2790 m | Mont Biega      | Sud-Kivu | 2° 23′ S, 28° 41′ O |                  |